# Hermann Senftleben
Hermann Senftleben (8 avril 1890 à Brême - 4 avril 1975 à Recklinghausen) est un physicien et physico-chimiste allemand.

## Biographie
Senftleben est né à Brême. Après avoir obtenu son diplôme au König-Wilhelm-Gymnasium de Breslau (de) (Wrocław), il étudie la physique à l'université de Wrocław et y obtient son doctorat sous la direction de Rudolf Ladenburg. Sa thèse porte sur la lueur des flammes, qu'il attribue en partie à la diffusion de la lumière par de petites particules dans la flamme. Il est ensuite assistant à Wrocław (avec Carl Hintze (de), Arnold Eucken et Otto Lummer) puis à Marbourg (avec Clemens Schaefer (de)), où il soutient son habilitation en 1924 et devient privat-docent à l'université de Marbourg. De 1935 jusqu’à sa retraite en 1958, il est professeur titulaire à l’université de Münster. Il y mène des recherches de 1946 à 1961 en tant qu’employé des usine Hüls de Marl.
Stimulé par Eucken, il se tourne vers la chimie physique dans les années 1930. Il étudie notamment la preuve directe de la dissociation des molécules par collisions de deuxième espèce, le déroulement de la réaction dans la production d’hydrogène et l’affinité électronique de l’oxygène. Il s’intéresse tout particulièrement à la conduction thermique dans les gaz.
Les effets Senftleben-Beenakker portent son nom ainsi que celui de Jan Beenakker et désignent l’influence des champs électriques et magnétiques sur les propriétés de transport (diffusion, conductivité thermique, viscosité) des gaz moléculaires,.